# Список объектов всемирного наследия ЮНЕСКО в Эсватини
На данный момент в списке всемирного наследия ЮНЕСКО  в Свазиленде не значится ни одного объекта. В списке кандидатов на включение значится 1 объект.

## Предварительный список
| Изображение | Название      | Местоположение | Год внесения в список | №    | Критерии |
| ----------- | ------------- | -------------- | --------------------- | ---- | -------- |
|             | Рудник Нгвеня | округ Хохо     | 2008 год              | 5421 | iii      |